# Кін (Нью-Гемпшир)
Кін (англ. Keene) — місто (англ. city) в США, адміністративний центр округу Чешир штату Нью-Гемпшир. Населення — 23 047 осіб (2020). Стоїть на річці Ашелот.

## Географія
Кін розташований за координатами 42°57′13″ пн. ш. 72°18′25″ зх. д. / 42.95361° пн. ш. 72.30694° зх. д. (42.953496, -72.306877). За даними Бюро перепису населення США в 2010 році місто мало площу 97,13 км², з яких 96,47 км² — суходіл та 0,65 км² — водойми.

### Клімат
Клімат — вологий континентальний. Середньорічний максимум температури становить 14,97 °C, мінімум — 1,65 °C. Зими можуть бути суворими та супроводжуватися рясними снігопадами та хуртовинами.
| Клімат : Кін          | Клімат : Кін | Клімат : Кін | Клімат : Кін | Клімат : Кін | Клімат : Кін | Клімат : Кін | Клімат : Кін | Клімат : Кін | Клімат : Кін | Клімат : Кін | Клімат : Кін | Клімат : Кін | Клімат : Кін |
| Показник              | Січ.         | Лют.         | Бер.         | Квіт.        | Трав.        | Черв.        | Лип.         | Серп.        | Вер.         | Жовт.        | Лист.        | Груд.        | Рік          |
| Середній максимум, °C | 0,1          | 2,0          | 7,4          | 14,8         | 21,8         | 26,2         | 28,8         | 27,5         | 23,0         | 16,9         | 9,2          | 1,9          | 15,0         |
| Середній мінімум, °C  | −12,3        | −10,8        | −4,9         | 0,5          | 6,4          | 11,5         | 14,1         | 13,3         | 8,8          | 2,9          | −1,4         | −8,3         | 1,7          |
| --------------------- | ------------ | ------------ | ------------ | ------------ | ------------ | ------------ | ------------ | ------------ | ------------ | ------------ | ------------ | ------------ | ------------ |
| Джерело:              |              |              |              |              |              |              |              |              |              |              |              |              |              |

## Демографія
Згідно з переписом 2010 року, у місті мешкало 23 409 осіб у 9052 домогосподарствах у складі 4843 родин. Густота населення становила 241 особа/км². Було 9719 помешкань (100/км²).
Расовий склад населення:
| - 95,3 % — білих - 2,0 % — азіатів - 0,6 % — чорних або афроамериканців - 0,2 % — корінних американців |

До двох чи більше рас належало 1,4 %. Частка іспаномовних становила 1,6 % від усіх жителів.
За віковим діапазоном населення розподілялося таким чином: 16,6 % — особи молодші 18 років, 68,7 % — особи у віці 18—64 років, 14,7 % — особи у віці 65 років та старші. Медіана віку мешканця становила 34,0 року. На 100 осіб жіночої статі у місті припадало 88,3 чоловіків; на 100 жінок у віці від 18 років та старших — 85,8 чоловіків також старших 18 років.
Середній дохід на одне домашнє господарство становив 71 430 доларів США (медіана — 52 636), а середній дохід на одну сім'ю — 91 769 доларів (медіана — 71 277). Медіана доходів становила 50 328 доларів для чоловіків та 40 029 доларів для жінок. За межею бідності перебувало 17,0 % осіб, у тому числі 21,4 % дітей у віці до 18 років та 11,6 % осіб у віці 65 років та старших.
Цивільне працевлаштоване населення становило 11 961 особа. Основні галузі зайнятості: освіта, охорона здоров'я та соціальна допомога — 31,7 %, роздрібна торгівля — 11,9 %, мистецтво, розваги та відпочинок — 11,7 %.